# Ustaritz
Ustaritz (Uztaritze en euskera) es una localidad y comuna francesa situada en el departamento de Pirineos Atlánticos, en la región de Aquitania. 
Ustaritz fue durante el Antiguo Régimen la capital administrativa de la provincia histórica del Labort.

## Heráldica
Partido: 1º, en campo de oro, un león rampante, de gules, que sostiene en su garra derecha, un dardo del mismo color, puesto en barra y punta arriba, y 2º, en campo de azur, una flor de lis de oro.

## Demografía
| Gráfica de evolución demográfica de Ustaritz entre 1800 y 2012 |
|                                                                |

Fuentes: Ldh/EHESS/Cassini e INSEE.

## Economía
Se trata de una de las comunas productoras del Pimiento de Espelette.